# NGC 6132
NGC 6132 (również IC 4602, PGC 58002 lub UGC 10363) – galaktyka spiralna (Sab), znajdująca się w gwiazdozbiorze Herkulesa. Odkrył ją Édouard Jean-Marie Stephan 16 lipca 1876 roku. Jest zaliczana do radiogalaktyk.